# Episodi di Just Add Magic (prima stagione)
La prima stagione della serie televisiva Just Add Magic ha esordito con l'episodio pilota il 15 gennaio 2015 su Amazon Prime Video. Dopo il successo del primo episodio è stata commissionata una stagione intera nel febbraio dello stesso anno, che è stata pubblicata in tutto il mondo il 14 gennaio 2016.
| Titolo Originale    | Titolo Italiano         | Prima TV Originale | Prima TV Italia |
| ------------------- | ----------------------- | ------------------ | --------------- |
| Just Add Magic      | Il dolce non dir nulla  | 15 gennaio 2015    | 14 gennaio 2016 |
| Just Add Brains     | Un pizzico di genio     | 14 gennaio 2016    | 14 gennaio 2016 |
| Just Add Dogs       | Un pizzico di cane      | 14 gennaio 2016    | 14 gennaio 2016 |
| Just Add Mom        | Un pizzico di mamma     | 14 gennaio 2016    | 14 gennaio 2016 |
| Just Add Jake       | Un pizzico di Jake      | 14 gennaio 2016    | 14 gennaio 2016 |
| Just Add Birthday   | Un pizzico di festa     | 14 gennaio 2016    | 14 gennaio 2016 |
| Just Add Mama P     | Un pizzico di Mama P.   | 14 gennaio 2016    | 14 gennaio 2016 |
| Just Add Besties    | Un pizzico di amicizia  | 14 gennaio 2016    | 14 gennaio 2016 |
| Just Add Fire       | Un pizzico di tempo     | 14 gennaio 2016    | 14 gennaio 2016 |
| Just Add Memories   | Un pizzico di ricordi   | 14 gennaio 2016    | 14 gennaio 2016 |
| Just Add Camping    | Un pizzico di campeggio | 14 gennaio 2016    | 14 gennaio 2016 |
| Just Add Pluots (1) | Un pizzico di Pluot (1) | 14 gennaio 2016    | 14 gennaio 2016 |
| Just Add Pluots (2) | Un pizzico di Pluot (2) | 14 gennaio 2016    | 14 gennaio 2016 |

## Il dolce non dir nulla
Trama:
Quando Kelly e le sue due migliori amiche si imbattono in un misterioso libro di cucina, scoprono che le ricette contenute sono magiche. Nel tentativo di usare le ricette per liberare la nonna di Kelly da una potente maledizione, scoprono sempre più indizi sul mistero che circonda la nonna e capiscono che ogni ricetta comporta un prezzo. Ci sono segreti più grandi da svelare, con un po' di magia!

## Un pizzico di genio
Trama:
Per svelare il mistero e salvare la nonna, le ragazze cucinano gli Spaghetti Attiva Cervello come aiuto per decifrare gli indizi del libro. Ma a scuola imparano che essere troppo intelligenti può avere un prezzo. Intanto il mistero del passato della nonna si infittisce.

## Un pizzico di cane
Trama:
Quando le ragazze perdono Cowboy, il cane dei vicini, lanciano un incantesimo Oggetti Smarriti per farlo tornare. Ma invece di trovare Cowboy, attraggono tutti gli oggetti smarriti nel vicinato negli anni. Mama P tenta di usare la magia per preparare un tanto atteso viaggio, mentre la Sig.na Silvers trova una cosa che stava cercando.

## Un pizzico di mamma
Trama:
Le ragazze cercano di farsi rivelare da Mama P i misteri del passato cucinandole dei Dolcetti dell'Amara Verità, ma i loro piani vanno all'aria quando Terri ne mangia uno per sbaglio. Kelly è costretta a passare la giornata con sua madre per nascondere la sua eccessiva onestà. Intanto Hannah e Darbie litigano cercando un modo per rompere l'incantesimo che ha colpito Terri.

## Un pizzico di Jake
Trama:
Per convincere Jake che la magia è reale, le ragazze cucinano tre incantesimi misteriosi da fargli assaggiare. Purtroppo Jake non si fa convincere facilmente e inattesi inconvenienti delle ricette mettono a rischio le possibilità di Hannah di vincere una gara scolastica di raccolta fondi.

## Un pizzico di festa
Trama:
Dopo aver dimenticato il compleanno di Darbie, Kelly e Hannah improvvisano un dolcissimo party a sorpresa. Ma un errore magico lo trasforma in una festa che non dimenticheranno. Per invertire la magia, Darbie dovrà intrufolarsi in uno dei luoghi più sinistri della città...

## Un pizzico di Mama P.
Trama:
Dopo aver scoperto di più sulla storia segreta del libro da un inatteso alleato, le ragazze cucinano delle Caramelle Leggi Pensiero per scoprire chi ha maledetto la nonna. La magia porta a delle sorprese domestiche, e le ragazze finiscono per ritrovarsi con più domande che risposte.

## Un pizzico di amicizia
Trama:
Quando Kelly trova finalmente il suo mentore mago, le sue abilità in cucina e con gli incantesimi vengono messe alla prova. Intanto, usando la magia per diventare le migliore amiche di un famoso autore che ha ridato significato all'espressione "restare uniti", Darbie e Hannah imparano che "per sempre" è un tempo molto lungo.

## Un pizzico di tempo
Trama:
Buddy crea il caos mentre Kelly lo sta accudendo e la Sig.na Silvers sorprende Hannah a curiosare in casa sua, così le ragazze preparano un incantesimo di "ripristino" per riavvolgere la giornata e sistemare le cose. Il mistero si infittisce quando scoprono che la nonna non è l'unica persona a essere stata maledetta a Saffron Falls.

## Un pizzico di ricordi
Trama:
In cerca di indizi, Kelly decide di scavare nei suoi ricordi a partire dal giorno precedente la maledizione che ha colpito la nonna, e prepara un potente incantesimo che comporta un prezzo altrettanto gravoso. Hannah si immerge in un mistero lungo 50 anni, e Darbie scopre quanto sia difficile essere Jake quando lo aiuta per un giorno

## Un pizzico di campeggio
Trama:
Seguendo gli indizi, le ragazze progettano una gita Padre-Figlia che le porti all'ultima fermata della nonna prima che fosse maledetta, e preparano un piatto Fuori-Strada per scoprire l'indizio successivo nella loro missione di salvataggio. Tornate a Saffron Falls, Jake cerca di portare il suo chiosco ambulante all'imminente Festival del Pluot.

## Un pizzico di Pluot (1)
Trama:
Nella Prima Parte del finale di stagione, Kelly ha finalmente trovato una ricetta che salverà la nonna, ma l'incertezza sugli effetti collaterali provoca tensione fra le amiche. Kelly viene messa in punizione prima di cucinare la ricetta e Darbie deve mangiare gli Schnitzel Nei-Miei-Panni per impersonarla a casa. Hannah continua a svelare segreti sul libro che le metteranno tutte in pericolo.

## Un pizzico di Pluot (2)
Trama:
Nella Seconda Parte del finale di stagione viene smascherato il vero cattivo. Con l'intera città in pericolo, le nostre ragazze sono l'unica speranza di Saffron Falls, e devono affidarsi a ciò che hanno imparato sulla magia in cucina per rompere il più potente incantesimo che si sia mai visto in città. Solo dopo esserci riuscite, capiscono che certe maledizioni non andrebbero mai combattute.